# Туристическая деревня Бинькуой

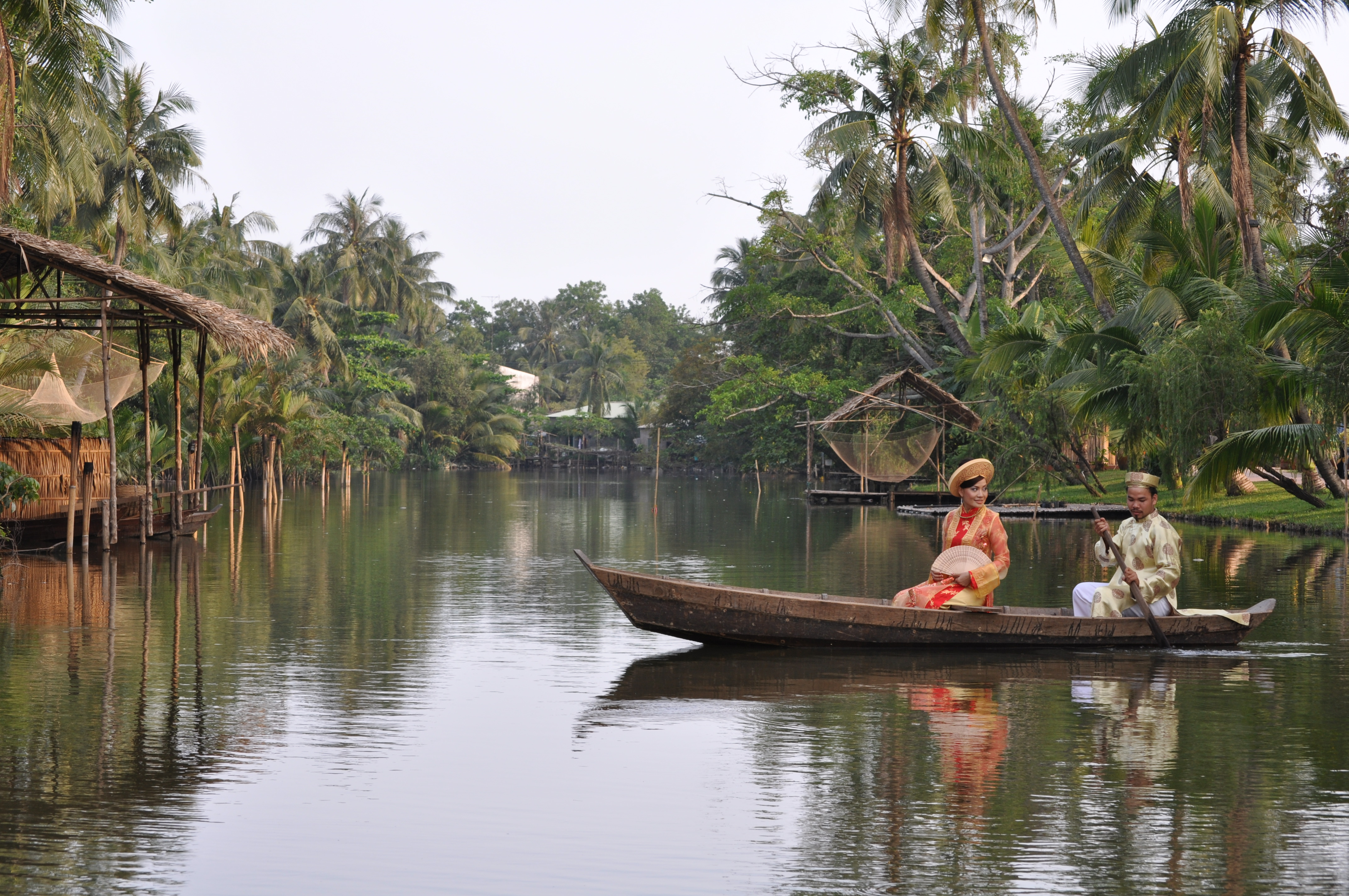
Bình Quới

Туристическая деревня Бинькуой (вьет. Làng Du Lịch Bình Quới) − туристическая достопримечательность в районе Биньтхань города Хошимин.
Туристическая деревня состоит из двух частей: первой туристической зоны Бин Квой, созданной в 1975—1976 годах и второй туристической зоны Бин Квой, построенной в 1979—1980 годах. Сама туристическая деревня была основана в 1994 году.
Деревня находится на полуострове Тхан Да на реке Сайгон примерно в 8 км от центра города.
Туристическая деревня расположена на пышной садовой территории с газонами, кокосовыми пальмами, ручьями и соломенными домиками. В деревне можно посмотреть как раньше выглядела Дельта Меконга. Здесь подают богатые традиционные блюда вьетнамской кухни. В гавани Баг Ден есть трёхуровневый ресторан плавучий ресторан на 700 мест.
Развлечения включают в себя культурное шоу с традиционной вьетнамской свадьбой и с водным свадебным шествием, ритуалами и танцами.